# Dichotomius guaranii
Dichotomius guaranii là một loài bọ cánh cứng trong họ Bọ hung (Scarabaeidae).